# Цуй Бо
 Цуй Бо (*1050 — †1074) — один з провідних китайських художників часів династії Сун.

## Життєпис
Народився у 1050 році в області Хаолян, сучасна провінція Аньхой. Про батьків його немає правдивих свідчень. Замолоду переїздить до столиці імперії Кайфена. Тут він навчався в Академії живопису, згодом був прийнятий в її штат в останні роки царювання імператора Жень-цзуна (1023–1063). Деякі відомості про його творчість і мальовничу манеру повідомляються в знаменитому трактаті («Записки про живопис: що бачив і чув» Го Жосюя). Як і більшість художників того часу, Цуй Бо рівною мірою володів мистецтвом станкового і монументального живопису (створюючи храмові та палацові стінописи) і працював, крім хуа-няо, практично у всіх існуючих у той час жанрах: пейзажі — шань-шуй («живопис й зображення гір і вод»), жень-у («живопис й зображення фігур»). Найбільш яскраво проявив себе у живописі на релігійні теми. Так, у 1060-70-х роках Цуй Бо за наказом імператора Шень-цзуна брав участь в оформленні даоського святилища, у 1068 році розписував палацові ширми. Але обов'язки, що накладалися на члена Академії живопису обтяжували Цуй Бо, змусивши його подати у відставку і зайнятися приватною мальовничою практикою. Це не заважало художнику продовжувати виконання разових замовлень імператорському двору та мати безліч учнів. Помер Цуй Бо у 1074 році у Кайфені.

## Творчість
У доробку Цуй Бо є 241 картина. Незважаючи на різнобічний талант, в історію китайського живопису Цуй Бо увійшов як видатний майстер хуа-няо в двох тематичних напрямках цього жанру: «пернаті» (цинь-няо) й «живопис бамбука» (мо-чжу). Улюбленими об'єктами уваги художника були качки, гуси, лебеді, чаплі, а з представників китайської флори — верба і бамбук, хоча він звертався також до інших подібних образів. Цуй Бо досконально знав звички багатьох живих істот, що дозволяло йому творити у «неприборкано-вільній манері». Він створював безпосередніші і виразніші композиції, ніж його попередники.
Судячи зі збережених картин Цуй Бо, яких відомо близько 10, він володів різними мальовничими техніками і стилістичними манерами. Так, сувій «Дикий гусак і очерет» досить точно наслідує стилістику Хуан Цюаня, відрізняється детальним промальовуванням натури, барвистістю колірної гами та загальною декоративністю. Зовсім по-іншому вирішена монохромна картина «Замерзлі горобці», яка в ескізній манері змальовує зграйку змерзлих пташок, що примостилися на оголеній гілці.
Найбільшу популярність мають дві роботи Цуй Бо, що знаходяться в колекції Національного палацового музею (м. Тайбей): «Бамбук і чайка» та «Пара сойок», інша назва «Дві сойки, що сварять зайця».
У першій з них зображений момент наближення бурі: високі стебла бамбука гнуться під поривом вітру, долаючи який, наполегливо рухається білий птах, зовні більше схожий на чаплю, ніж на чайку (тому ця картина ще називається «Бамбук і чапля» ). Ефект руху птаха назустріч вітру досягається за допомогою декількох художніх прийомів: за рахунок колірного контрасту між його фігурою й стеблами бамбука з довгим листям, що розвиваються за вітром, а також завдяки оригінальному композиційному рішенню, при якому птах спрямований повз глядача та показаний на тлі «глибокого» простору, що створює враження його переміщення з нижньої лівої частини сувою, де і розташований малюнок, у самий центр художнього простору.
Друга картина відрізняється життєрадісним й дещо глузливим поглядом на світ. Дві сойки, одна з яких сидить на стовбурі квітучого чагарника з вузлуватими гілками, а інша кружляє угорі, лають злякано зайця, який, сівши з підібраними вухами, своєю чергою не менш злякано дивиться на гамірних птахів. Образ сойки у китайській культурі є символом щастя і взаємної любові: її назва означає «птах щастя», тому словосполучення «пара сойок» апелює до аналогічного за звучанням виразу — шуансі, «подвійне щастя». У зв'язку з цим картині Цуй Бо надалі теж стали надавати благий сенс, і в сучасній мистецтвознавчій літературі вона нерідко називається просто «Подвійне щастя».
Впровадження Цуй Бо у композиції жанру хуа-няо тварин, птахів і рослин, що мають подібні смислові значення, з часом перетворилося на прийнятий художній прийом, отримавши особливо широке поширення в живописі епох Мін й Цін.